# Acteon traskii
Acteon traskii is een slakkensoort uit de familie van de Acteonidae. De wetenschappelijke naam van de soort is voor het eerst geldig gepubliceerd in 1898 door Stearns.